# The Passion 2022
The Passion 2022 was de twaalfde editie van The Passion, een Nederlands muzikaal-bijbels evenement dat jaarlijks op Witte Donderdag wordt gehouden, telkens op een andere locatie. Het evenement werd in 2022 op 14 april in Doetinchem gehouden, op een podium op het Simonsplein. Een rechtstreekse tv-uitzending werd uitgezonden door KRO-NCRV. Er keken ruim 2,2 miljoen mensen naar de live-uitzending op donderdagavond. 314 duizend mensen keken de uitzending in de daaropvolgende week terug.

## Pasen

### Voorgeschiedenis
Op 8 november 2021 werd bekendgemaakt dat The Passion het volgende jaar in Doetinchem opgevoerd zou worden. Het is de eerste keer dat een stad in de provincie Gelderland is aangewezen als gastplaats voor het evenement. Vanwege de onzekerheden rond de nog altijd heersende coronapandemie werd op datzelfde moment ook bekendgemaakt dat deze editie net als de edities van 2020 en 2021 zonder publiek wordt gehouden.
Het evenement moet opgevoerd worden op het Simonsplein, in het zicht van de Catharinakerk. Dit tot ongenoegen van de plaatselijke ondernemers die door dit voornemen belemmerd zouden worden in hun bedrijfsvoering.
Op 16 februari 2022 werden middels aankondigingen op sociale media de eerste artiesten onthuld (Jezus, Maria, Judas, Petrus en Pilatus). In de weken daarna werden de overige rollen bekendgemaakt. Deze editie introduceert een nieuwe hoofdrol, namelijk die van Maria Magdalena.
Na afloop van de uitzending wordt met de hoofdrolspelers nagepraat in PassionTalk, gepresenteerd door Klaas van Kruistum en uitgezonden op NPO1 Extra en NPO Start.

### Locaties
Dit overzicht is mogelijk incompleet; u kunt helpen door het uit te breiden.
- Simonsplein – Locatie hoofdpodium
- Stadion De Vijverberg – Aankomst Jezus
- Restaurant De Beren – Lied Jezus, Petrus en Maria Magdalena
- De Bleek – Laatste Avondmaal
- Heezenstraat – Lied Maria: Als het avond is
- Crosscircuit De Heksenplas – Judas worstelt met het kwaad
- Slangenburg – Tuin van Getsemane
- Schouwburg Amphion – Pilatus en finale

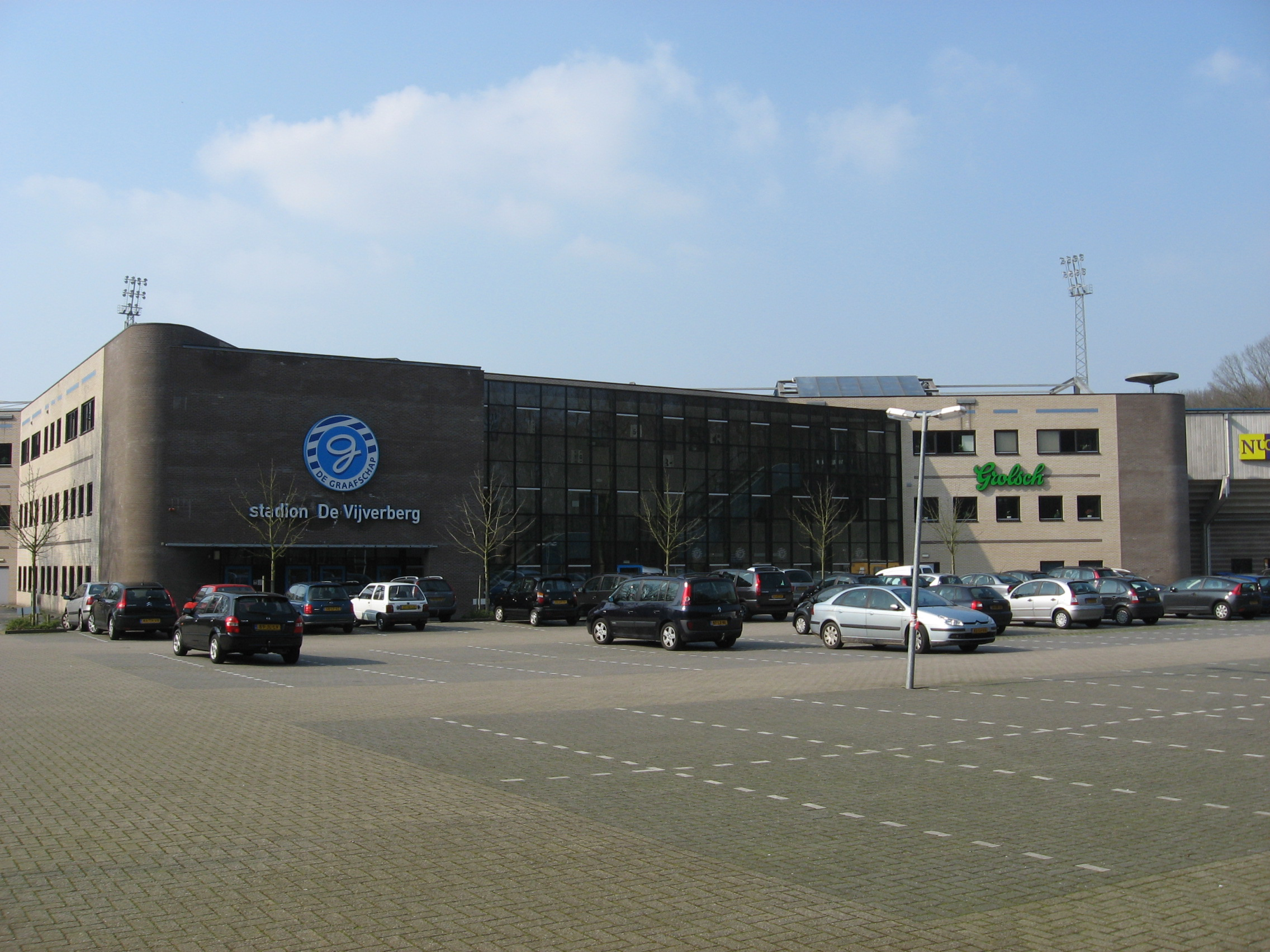
Stadion De Vijverberg
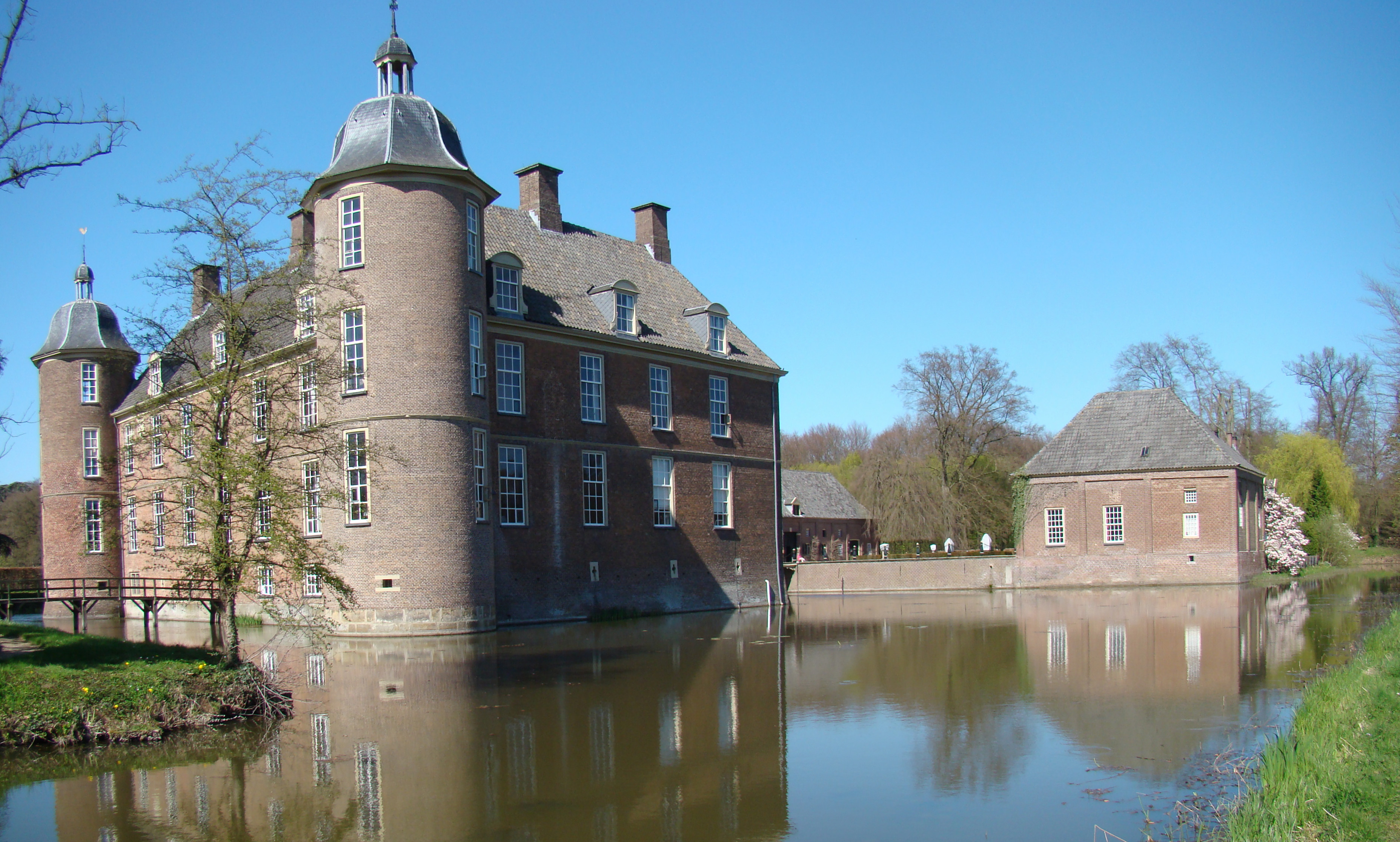
Slangenburg

### Rollen
| Rol                              | Naam                                  |
| -------------------------------- | ------------------------------------- |
| Jezus                            | Soy Kroon                             |
| Maria                            | Noortje Herlaar                       |
| Petrus                           | Thomas Cammaert                       |
| Judas                            | Dennis Weening                        |
| Pilatus                          | Sabri Saad El Hamus                   |
| Maria Magdalena                  | Kim-Lian van der Meij                 |
| Verteller                        | Ruud de Wild                          |
| Verslaggever                     | Sosha Duysker                         |
| Discipel                         | Camilla Dreef                         |
| Discipel                         | Iris Stenger                          |
| Discipel                         | Jannes Heuvelmans                     |
| Discipel                         | Jasmine Sendar                        |
| Discipel                         | Juneoer Mers (Tomas)                  |
| Discipel                         | Peggy Vrijens                         |
| Discipel                         | Robin Zijlstra                        |
| Discipel                         | Sydney Tros                           |
| Discipel                         | Tim Hogenbosch (Jakobus)              |
| Agent                            | Marcel van de Ven                     |
| Agent                            | Thijs Wattimena                       |
| Petrus-herkenner                 | Sergio Vyent (Barman)                 |
| Petrus-herkenner                 | Steffi Verhagen                       |
| Petrus-herkenner                 | Nadia Zerouali (Verkoopster frietkar) |
| Talkshow presentator             | Jeroen Pauw                           |
| Talkshow gasten                  | Kees van der Spek                     |
| Talkshow gasten                  | Justine Marcella                      |
| Opiniepeiler                     | Gijs Rademaker                        |
| Barabbas                         | Dennis Schouten                       |
| Klant frietkar & Jezus-herkenner | Bonnie St. Claire                     |

### Muzieknummers
| Titel                      | Oorspronkelijke artiest                     | Gezongen door                                                                  |
| -------------------------- | ------------------------------------------- | ------------------------------------------------------------------------------ |
| Geloven in het leven       | 3JS                                         | Soy Kroon, Thomas Cammaert, Dennis Weening, Kim-Lian van der Meij & discipelen |
| Wat ben je mooi            | James Blunt                                 | Noortje Herlaar                                                                |
| Als ik je weer zie         | Thomas Acda, Paul de Munnik, Maan & Typhoon | Soy Kroon, Thomas Cammaert & Kim-Lian van der Meij                             |
| De langste nacht           | Goldband                                    | Soy Kroon, Thomas Cammaert, Dennis Weening & discipelen                        |
| Voor hem                   | Frans Halsema                               | Noortje Herlaar                                                                |
| Leg het maar neer bij mij  | Kane                                        | Dennis Weening                                                                 |
| Vuur                       | Robbie Williams                             | Soy Kroon                                                                      |
| Als het avond is           | Suzan & Freek                               | Noortje Herlaar                                                                |
| Het is goed zo             | Tino Martin                                 | Soy Kroon & Dennis Weening                                                     |
| Zwart wit                  | Frank Boeijen Groep                         | Soy Kroon                                                                      |
| Mijn hart kan dat niet aan | Frédérique Spigt                            | Soy Kroon, Dennis Weening & Thomas Cammaert                                    |
| Afscheid                   | Volumia!                                    | Noortje Herlaar en Soy Kroon                                                   |
| Dicht bij mij              | Celine Dion                                 | Noortje Herlaar                                                                |
| Alles komt goed            | Jaap Reesema                                | Soy Kroon en cast                                                              |

## Hemelvaart

### Voorgeschiedenis
The Passion Hemelvaart is het vervolg van The Passion 2022 en werd op 26 mei 2022 (Hemelvaartsdag) in Doetinchem gehouden. Het evenement vertelt het verhaal van Hemelvaart vanuit de perspectieven van Petrus, de verteller en Maria Magdalena. Daarnaast zullen de rollen van Jezus, Maria en de discipelen terugkeren. De rollen worden door dezelfde artiesten vervuld. Er keken ruim 1,2 miljoen mensen naar de uitzending op donderdagavond. 141 duizend mensen keken de uitzending in de daaropvolgende week terug.

### Locaties
Dit overzicht is mogelijk incompleet; u kunt helpen door het uit te breiden.
- Benninkmolen – Lied Petrus: Goud
- Stuw Gaanderen – Lied Maria Magdalena: Meer dan magisch
- Villa Ruimzicht – Galilea

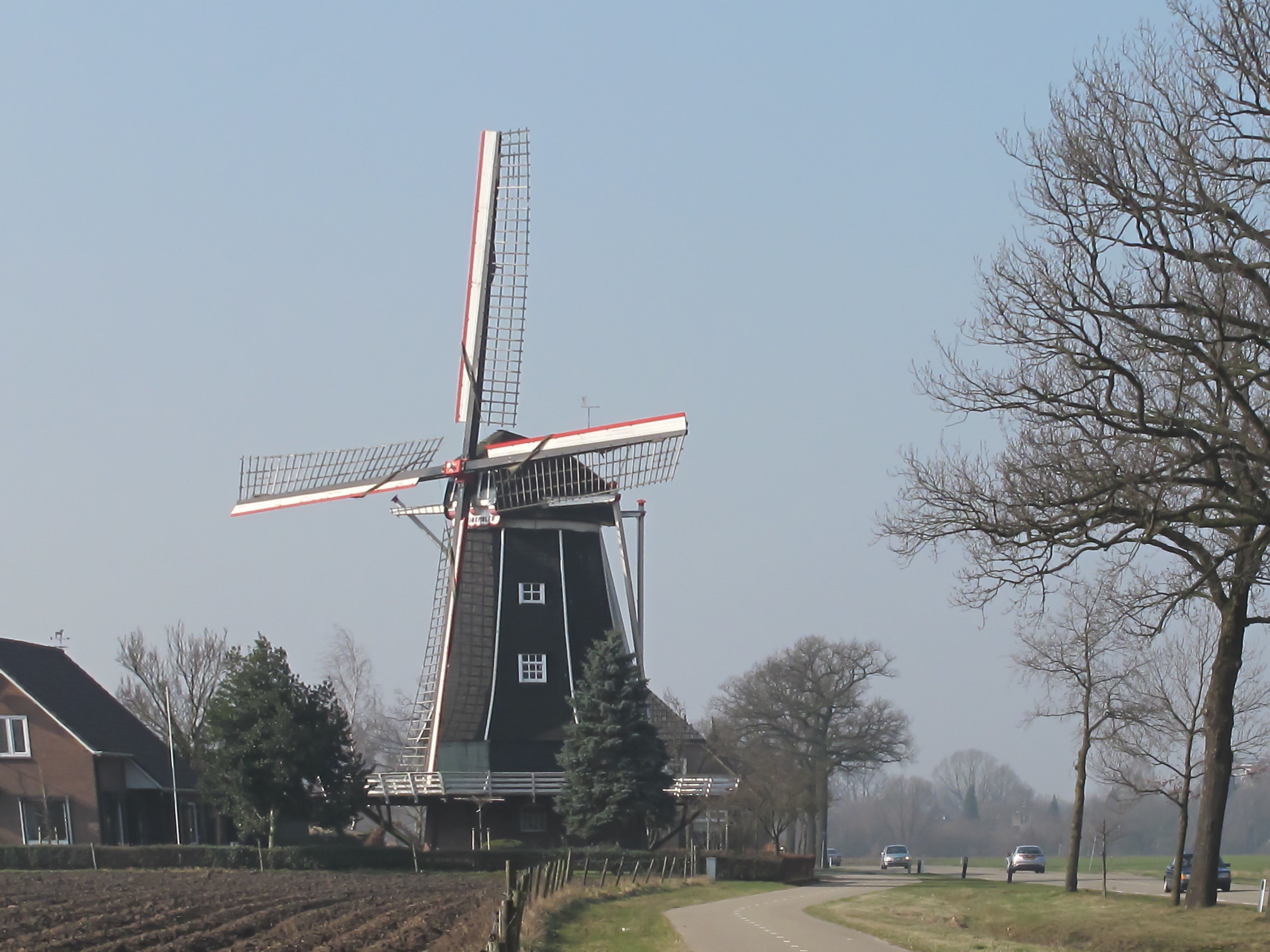
Benninkmolen
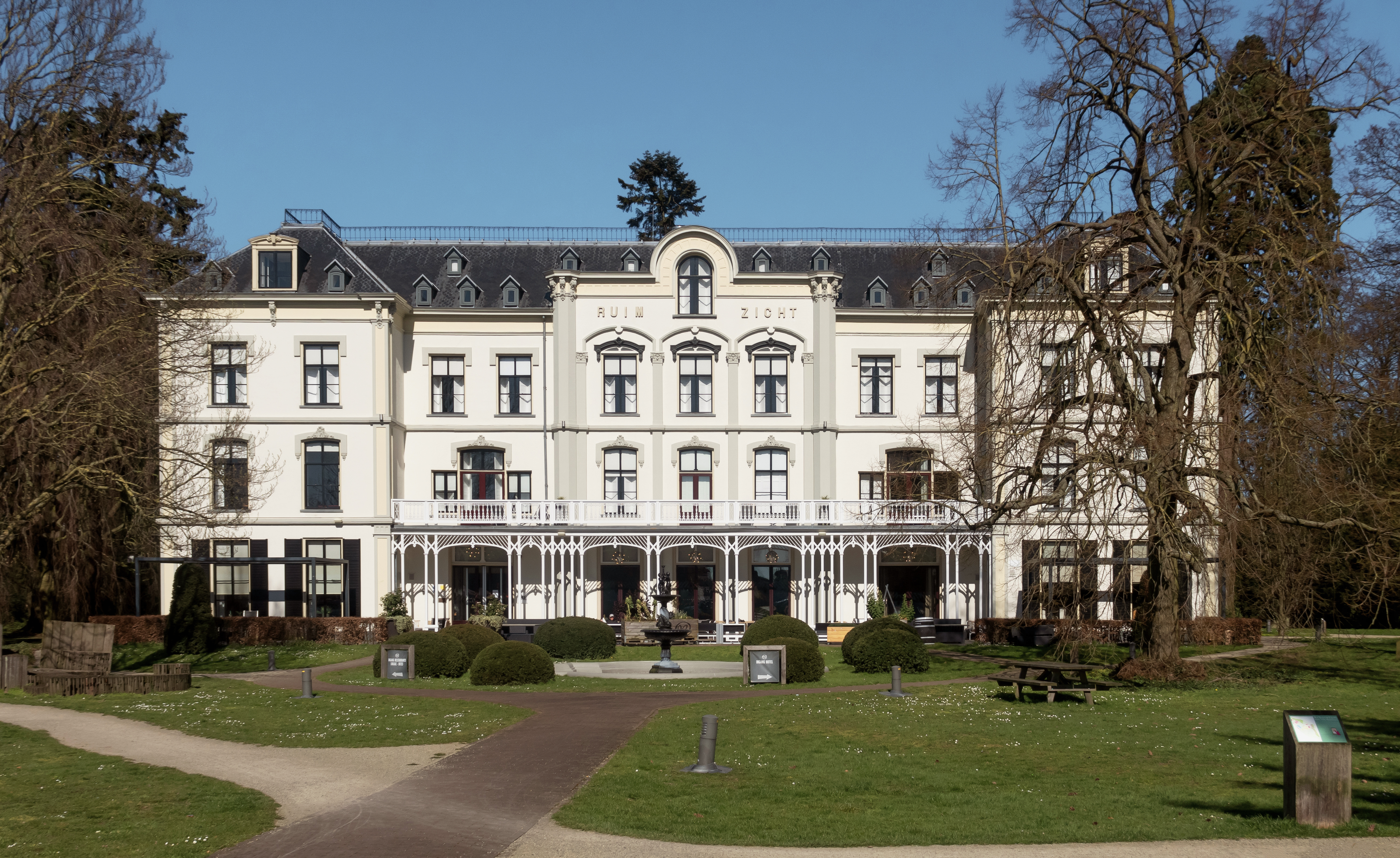
Villa Ruimzicht

### Rollen
| Rol                   | Naam                     |
| --------------------- | ------------------------ |
| Jezus                 | Soy Kroon                |
| Maria                 | Noortje Herlaar          |
| Petrus                | Thomas Cammaert          |
| Judas (stem)          | Dennis Weening           |
| Maria Magdalena       | Kim-Lian van der Meij    |
| Verteller             | Ruud de Wild             |
| Discipel              | Camilla Dreef            |
| Discipel              | Iris Stenger             |
| Discipel              | Jannes Heuvelmans        |
| Discipel              | Jasmine Sendar           |
| Discipel              | Juneoer Mers (Tomas)     |
| Discipel              | Peggy Vrijens            |
| Discipel              | Robin Zijlstra           |
| Discipel              | Sydney Tros              |
| Discipel              | Tim Hogenbosch (Jakobus) |
| Agent                 | Marcel van de Ven        |
| Agent                 | Thijs Wattimena          |
| Vrouw bij tankstation | Irene Moors              |
| Molenaar              | Aran Bade                |

### Muzieknummers
| Titel                  | Oorspronkelijke artiest | Gezongen door                                                       |
| ---------------------- | ----------------------- | ------------------------------------------------------------------- |
| Ze huilt maar ze lacht | Maan                    | Kim-Lian van der Meij                                               |
| Goud                   | Suzan & Freek           | Thomas Cammaert                                                     |
| Meer dan magisch       | Coldplay                | Kim-Lian van der Meij                                               |
| Jouw land is mijn land | Stef Bos                | Noortje Herlaar                                                     |
| Ik vertrouw            | Lauren Daigle           | Kim-Lian van der Meij & Noortje Herlaar                             |
| Ken jij mij            | Trijntje Oosterhuis     | Soy Kroon, Kim-Lian van der Meij, Noortje Herlaar & Thomas Cammaert |
| Alles komt goed        | Jaap Reesema            | Thomas Cammaert, Noortje Herlaar & Kim-Lian van der Meij            |